# Allotaius spariformis
Allotaius spariformis es una especie de peces de la familia Sparidae en el orden de los Perciformes.

## Distribución geográfica
Se encuentra en las  costas centrales del Pacífico occidental: desde Queensland (Australia) hasta las Islas Cook.